# تردک گراهام
تردک گراهام (به انگلیسی: Graham cracker)، نوعی تردک است و برای اولین بار در ۱۸۸۰ میلادی تولید شد. اما تولید انبوه آن به دوران معاصر بر می‌گردد. این تردک به عنوان اسنک و گاهی نیز با عسل خورده می‌شود. از این تردک در غذا نیز استفاده می‌کنند.

## تاریخچه
کراکر گراهام تحت تأثیر آموزه‌های سیلوستر گراهام تولید شد. او عضو نهضت مخالفت با مصرف الکل بود و به شدت تحت تأثیر این جنبش مذهبی قرارگرفته بود. او باور داشت که یک رژیم غذایی گیاهی ساده همراه با نان سبوس دار، شیوه زندگی است که خداوند برای انسان تعیین کرده و هرکسی این رژیم غذایی را دنبال کند سالم خواهد ماند. آموزه‌های او با شیوع وبا در بین سال‌های ۱۸۲۶ تا ۱۸۳۷ طرفداران زیاد پیدا کرد. پیروان او یکی از نخستین جنبش‌های گیاه‌خواری در آمریکا را تشکیل دادند و محصولات مختلفی از جمله نان گراهام و آرد گراهام تولید و به بازار عرضه شدند.

## نگارخانه

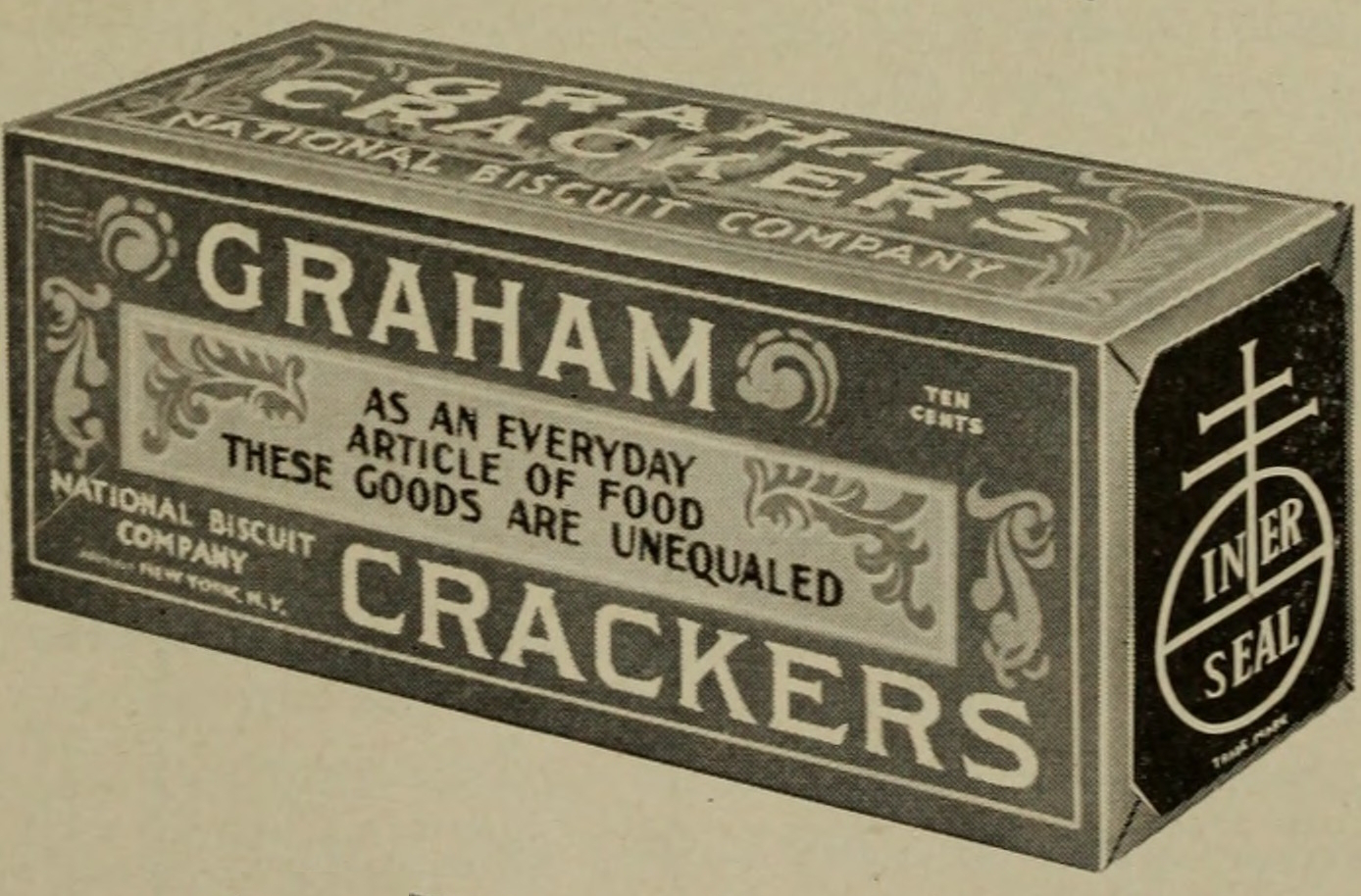
یک جعبه تردک گراهام تولید شده توسط شرکت نبیسکو در حدود سال ۱۹۲۵ میلادی به قیمت ده سنت.
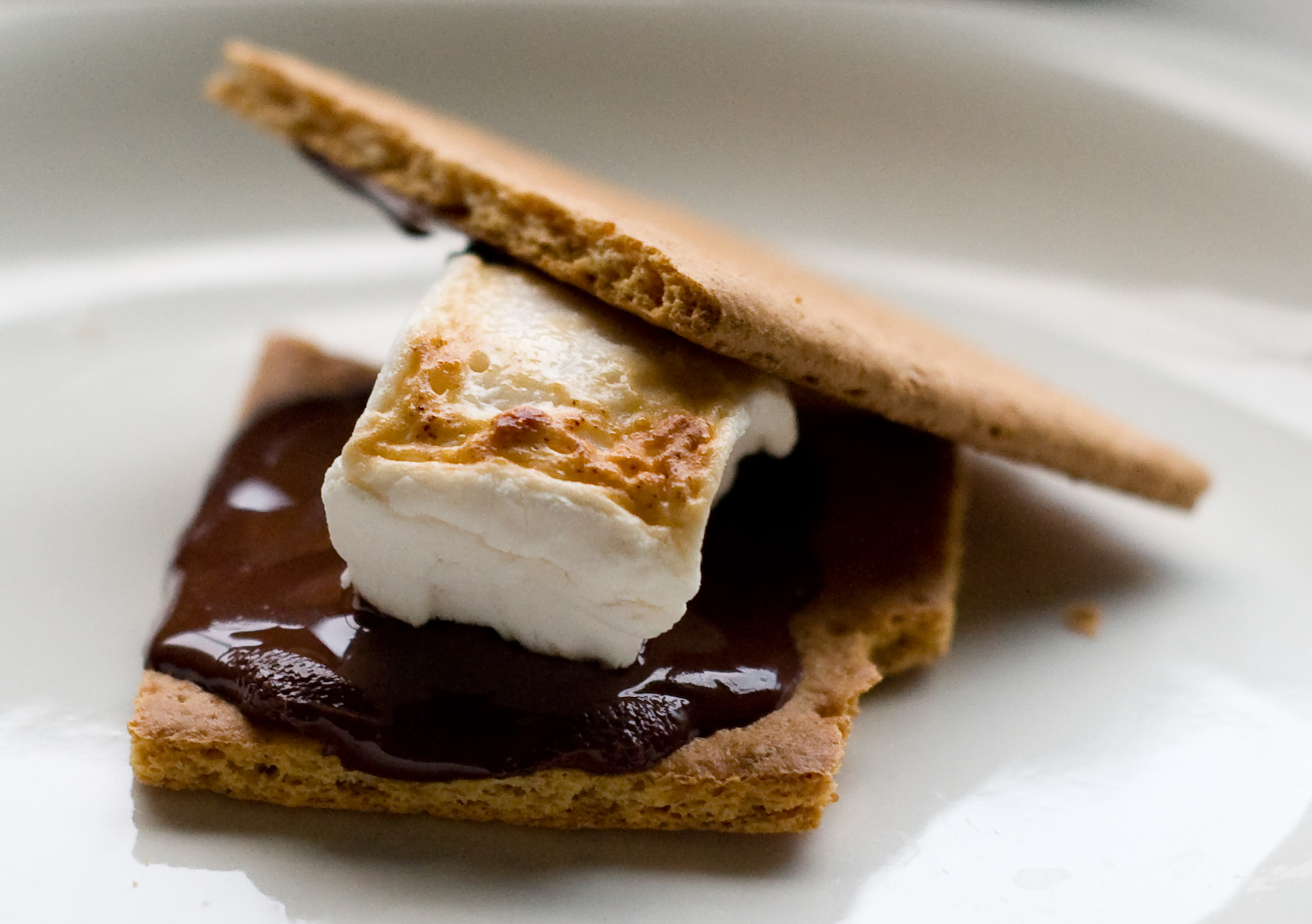
شیرینی اسمور
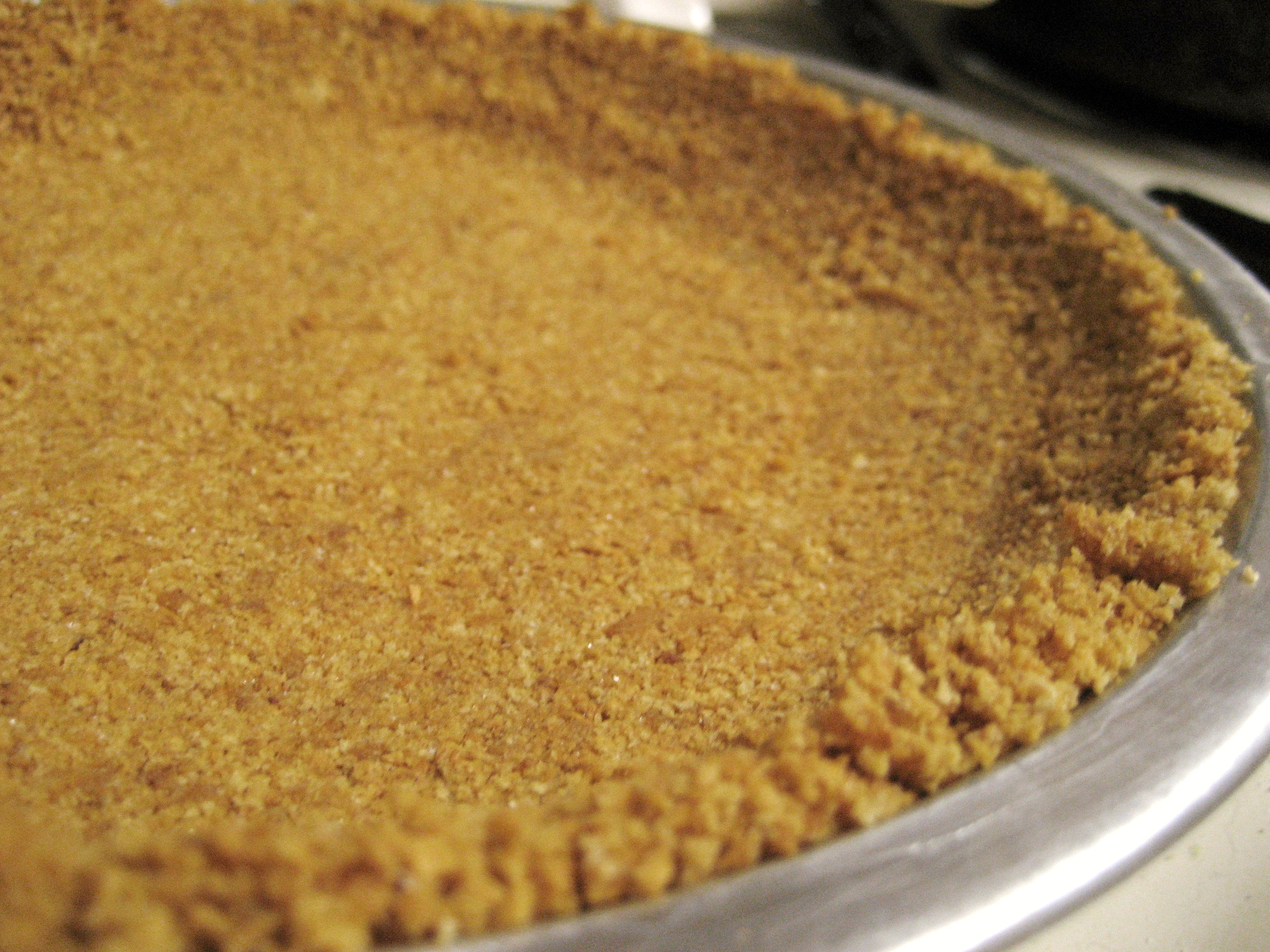
شیرینی پای ساخته شده از خرده‌های تردک گراهام به نام گراهام کراکر کراست

## برای مطالعهٔ بیشتر
- "سالنامه: کراکر گراهام". رادیو فردا. ژوئیه ۵, ۲۰۱۵. بازبینی‌شده در سپتامبر ۱۲, ۲۰۱۸.